# Argo (città moderna)
Argo (in greco: Άργος) è una città della Grecia nella periferia del Peloponneso di 29 228 abitanti secondo i dati del censimento del 2001.
Ex comune autonomo, è stato soppresso a seguito della riforma amministrativa detta Piano Callicrate in vigore dal gennaio 2011 ed è ora una "unità municipale" (Δημοτική Ενότητα) compresa nel comune di Argo-Micene.
Città di fondazione antichissima (vedi Argo antica), acquisì importanza insieme ad altre città del Peloponneso (Tirinto e Micene). Dominò l'area ai tempi del re Fidone. Successivamente perse di importanza, soprattutto scontrandosi con Sparta.

## Geografia
La città sorge ai piedi di una catena montuosa che chiude a nord l'omonima pianura e che a sud termina nel golfo di Nauplia. Ad est ed a ovest della città sorgono due colline, Larissa e Aspis.

## La città
Dista circa cinque chilometri dal golfo di Nauplia. È una località turistica, dominata dal castello fortezza (il kastro) incastonato sulla sommità della collina di Larissa, ove ha sede un importante museo archeologico. La fortezza, edificata dai Franchi sulle rovine dell'acropoli, fu in seguito modificata dai Turchi e, nel primo Settecento, dai Veneziani. L'economia si basa prevalentemente sulle industrie alimentari e del tabacco.

## Storia

### Storia medievale e moderna
Argo fece parte dell'impero Bizantino fino alla conquista ottomana. Durante il XII secolo sulla collina di Larissa, l'antica sede dell'acropoli, fu costruito un castello, chiamato Kastro Larissa. Argo fu poi conquistata dai Crociati e poi dalla Repubblica di Venezia finché nel 1483 non divenne parte dell'Impero ottomano. Fu riconquistata dai Veneziani comandati dal doge Francesco Morosini nel 1686 (Guerra di Morea), ma poi riconquistata dagli ottomani nel 1715 nel corso della guerra Turco Veneta (1714-1718).

### Storia contemporanea
Durante la guerra greca per l'indipendenza si costituì il consolato dell'Argolide (26 maggio 1821) nell'ambito del senato del Peloponneso, che riconosceva un unico presidente (console): Stamatellos Antonopoulos. Successivamente accettò l'autorità del governo unificato provvisorio e poi entrò nel regno di Grecia. La città di Argos divenne la capitale di provincia ed oggi è la più popolosa della periferia dell'Argolide.

## Monumenti e luoghi d'interesse
- Acropoli greca
- Fortezza medievale di Larissa
- Teatro greco
- Cattedrale di San Pietro
- Museo archeologico di Argo
- Heraion di Argo